# Hovhannes Bachkov
Hovhannes Bachkov est un boxeur arménien né le 2 décembre 1992.

## Carrière
Sa carrière amateur est principalement marquée par une médaille d'or remportée aux championnats d'Europe de 2017 dans la catégorie poids super-légers.

## Palmarès

### Championnats du monde
- Médaille de bronze en -63 kg en 2019 à Iekaterinbourg, Russie
- Médaille de bronze en -64 kg en 2017 à Hambourg, Allemagne

### Championnats d'Europe
- Médaille d'or en -63,5 kg en 2022 à Erevan, Arménie
- Médaille d'or en -64 kg en 2017 à Kharkiv, Ukraine

### Jeux européens
- Médaille d'or en -64 kg en 2019 à Minsk, Biélorussie

## Référence
1. ↑  (en) Résultats des championnats d’Europe 2017 (amateur-boxing.strefa.pl)